# Барановка (Краснослободский район)
Барановка — деревня в Краснослободском районе Республики Мордовия Российской Федерации. Входит в состав Старогоряшинского сельского поселения. 

## География
Находится у реки Старая Мокша, на расстоянии примерно 2 км на север от районного центра города Краснослободск.

## Население
| 2002 | 2010 |
| ---- | ---- |
| 5    | ↘4   |

Постоянное население составляло 5 человек (русские 100%) в 2002 году, 4 в 2010 году .

## Инфраструктура
Личное подсобное хозяйство с зоной сельскохозяйственного использования, индивидуальная застройка усадебного типа.

## Транспорт
Деревня доступна автотранспортом.  